# Liza Koshy
Liza Koshy, właściwie Elizabeth Shaila Koshy, (ur. 31 marca 1996 w Houston w stanie Teksas) – amerykańska youtuberka, aktorka. Swoją karierę rozpoczęła w serwisie społecznościowym Vine, gdzie zdobyła ponad siedem milionów fanów, udostępniając komediowe, 6-sekundowe filmiki. W 2016 roku została nazwana Breakout Creator podczas Streamy Awards.
Liza Koshy jest pochodzenia indyjskiego. Ma 2 starsze siostry. Zalążkiem jej kariery było ściągnięcie aplikacji Vine, która była wówczas bardzo popularna w jej szkole. Jesienią 2014 roku zaczęła uczęszczać do college'u, wybierając jako kierunek marketing biznesowy. W listopadzie 2015 roku rozpoczęła związek z Davidem Dobrikiem, również gwiazdą Youtube'a i aplikacji Vine, jednak na początku 2018 roku para się rozstała.

## Filmografia

### Filmy[4]
| Rok  | Tytuł                                                                | Rola            |
| ---- | -------------------------------------------------------------------- | --------------- |
| 2016 | FML                                                                  | Princess Aubrey |
| 2016 | Uuu! Halloween Madei (Boo! A Madea Halloween)                        | Aday Walker     |
| 2016 | Jingle Ballin                                                        | Liza            |
| 2017 | Crow: The Legend                                                     | Owl (głos)      |
| 2020 | Wytańcz to (Work It)                                                 | Jasmine Hale    |
| 2021 | My Little Pony: Nowe pokolenie (My Little Pony: A New Generation)    | Zipp Storm      |
| 2023 | Niebezpieczny kochanek (Cat Person)                                  | Beth            |
| 2023 | Transformers: Przebudzenie bestii (Transformers: Rise of the Beasts) | Arcee (głos)    |
| 2023 | Miss Kraken. Ruby Gillman                                            | Margot (głos)   |
| 2023 | Good Burger 2                                                        | Wilma           |

## Nagrody i nominacje
| Rok  | Nominacja               | Nagroda                     | Rezultat  |
| ---- | ----------------------- | --------------------------- | --------- |
| 2016 | Streamy Awards.         | Breakout Creator            | Wygrana   |
| 2017 | People's Choice Awards. | Favourite Social Media Star | Nominacja |
| 2017 | Shorty Awards.          | YouTuber of the Year        | Nominacja |
| 2017 | Teen Choice Awards      | Choice Female Web Star      | Wygrana   |